# Полезные ископаемые Ирландии
Ирландия обладает мощной минерально-сырьевой базой цинка, свинца и серебра, которые находятся преимущественно в рудах стратиформных месторождений, локализуются в карбонатных формациях ранне-каменноугольного периода. Страна богата торфом. Есть также барит, золото и серебро, в небольшом количестве — уголь, природный газ, медь, железная руда (табл. 1)
Таблица 1. — Основные полезные ископаемые Ирландии по состоянию на 1998—1999 гг
| Полезные ископаемые    | Запасы         | Запасы | Содержание полезного компонента в рудах, % | Доля в мире, % |
| Полезные ископаемые    | Подтвержденные | Общие  | Содержание полезного компонента в рудах, % | Доля в мире, % |
| Барит, тыс. т          | 1000           | 1200   | 89 (BaSO4)                                 | 0,3            |
| Золото, т              | 5              | 18     | 9 г/т                                      |                |
| Медь, тыс. т           | 110            | 255    | 0,65                                       |                |
| Природный газ, млрд м³ | 20             |        |                                            |                |
| Свинец, тыс. т         | 1705           | 2555   | 2,1                                        | 1,4            |
| Серебро, т             | 1000           | 1400   | 30 г/т                                     | 0,2            |
| Уголь, млн т           | 29             | 92     |                                            |                |
| Цинк, тыс. т           | 9027           | 12927  | 10,2                                       | 3,3            |

## Отдельные виды полезных ископаемых
Цинк. Основу минерально-сырьевой базы цинка Ирландии составляют месторождения, расположенные в центральной части страны: Наван (Navan), Лишин (Lisheen), Силвермайнс (Silvermines) и Галмой (Galmoy), общие запасы которых составляют около 9 % запасов этого металла в Европе и 1,6 % — в мире. Оруденения — классического стратиформного типа и приурочены к слабо дислоцированным карбонатным отложениям ранне-каменноугольного периода.
Уголь. Небольшие месторожд. кам. угля дислоцируются во впадинах верх. палеозоя.
Медь. В р-не Авоки расположено медно-пиритовое месторождение.
Фосфориты. В известняках каменноугольного периода залегают пластовые фосфориты.